# Oranje v Nivernaisu
Oranje v Nivernaisu (francosko: Labourage nivernais), znano tudi kot Voli orjejo v Neversu , je slika iz leta 1849 francoske umetnice Rose Bonheur. Prikazuje več parov volov, ki orjejo njivo in izraža globoko predanost zemlji; morda je bila navdih za otvoritveno sceno romana George Sand iz leta 1846 La Mare au Diable. Po naročilu vlade in dobitnici prve medalje na Salonu leta 1849, danes je v Parizu, v Musée d'Orsay.

## Opis
Nivernais, območje okoli Neversa, je bilo znano po govedu Charolais, ki naj bi imelo pomembno vlogo v kmetijski revoluciji, ki se je na tem območju zgodila v 19. stoletju. Rosa Bonheur si je pridobila sloves slikanja živali in slika Oranje v Nivernaisu predstavlja dvanajst volov tipa Charolais, v dveh skupinah po šest. Na sončen jesenski dan orjejo zemljo; to je sombrage, prva faza priprave tal jeseni, ki odpre zemljo za prezračevanje pozimi. Ljudje igrajo manjšo vlogo na sliki - kmet je skoraj popolnoma skrit za svojimi živalmi. V ospredju je sveže orana zemlja, pokrajina zadaj pa je obsijana s soncem. Jasnost in svetloba slike sta podobni kot na nizozemskih slikah (npr. Paulusa Potterja), ki jih je Bonheurjeva študirala kot del svoje izobrazbe.
Kot je dejal Albert Boime, naj bi bila slika obravnavana kot poveličevanje kmečkega življenja in njegovih starodavnih tradicij; umešča jo v kontekst revolucionarnega leta 1848, ko so bila mesta prizorišče kaosa in prepirov.

## Zgodovina
Rosa Bonheur je izdelala sliko po naročilu francoske vlade  za 3000 frankov; prikazana je bila na Salonu leta 1849 , kjer ji je prinesla prvo medaljo . N. D'Anvers ponavlja očitno dobro znano zgodbo, da jo je navdihnil otvoritveni prizor iz romana George Sand La Mare au Diable (1846), v katerem so voli orali zemljo z avtorjevim komentarjem, »plemenita tema za slikarja«. Primerjava s Sandovo je poudarjena v članku julijske izdaje The Literary Digest iz julija 1899, ki je sliko navajal kot »slikovni prevod romana«. Prvotno je bila namenjena muzeju v Lyonu, namesto tega je bila razstavljena v Musée du Luxembourg v Parizu in predstavljena na svetovnem sejmu 1889. Slika je bila prestavljena v Louvre in nato v Musée d'Orsay. Narejenih je več kopij, od katerih je ena v umetnostnem muzeju John and Mable Ringling.

## Sprejem in zapuščina
Roso Bonheur je kritičarka New York Timesa Mary Blume označila za »najslavnejšo slikarko svojega časa, morda vseh časov«. Poleg Konjskega sejma je Oranje v Nivernaisu ena najbolj znanih Bonheurjinih slik in nekoliko spominja na Voli gredo na delo Constanta Troyona. Zgodnja občudovalka je bila Anna Elizabeth Klumpke, ki je delo prenesla v Luksemburg, preden se je začelo dolgo poznavanje z umetnico . V romanu Trilby George du Maurierja iz leta 1894 je omenjen takšen prizor, ko so ljudje kopirali Oranje v Nivernaisa in druga dela v Luksemburgu. Gre za eno od slik, ki jih je Margaret Addison izpostavila na svoji evropski turneji leta 1900 , čeprav je bil filozof Frédéric Paulhan v L'Esthétique du paysage (1913) manj navdušen; Paulhan je trdil, da dobra umetnost poenostavlja in da Oranje v Nivernaisu tega ne stori, kar pokvari z oranjem grude zemlje . Te grude in zelenje je bilo po Bonheurjinih besedah narejeno s "srčnostjo" po Paulhanu; ni ustvarila, ampak zgolj reproducirala, saj je bila na eni strani preveč popolna in je dala preveč nepomembnih podrobnosti, po drugi strani pa je naravo oslabila tako, da jo je reproducirala . Paul Cézanne tudi ni bil navdušen in komentiral, da »je grozno kot resnična stvar«.
Leta 1978 je kritik delo opisal kot »povsem pozabljeno in le redko vlečeno iz pozabe«; tisto leto je bila del serije slik, ki jih je francoska vlada poslala na Kitajsko na razstavo z naslovom Francoska pokrajina in kmet, 1820-1905 . Mary Blume je leta 1997 dejala, da je »delo [Konjski sejem in Oranje] bolj previdno kot navdihnjeno, ljubeče, a ne sentimentalno, dušno praznovanje delovnih živali«.